# 紫花含笑
紫花含笑（学名：Michelia crassipes），为木兰科含笑属下的一个植物种。